# 勇者ヨシヒコと導かれし七人
『勇者ヨシヒコと導かれし七人』（ゆうしゃヨシヒコとみちびかれししちにん）は、テレビ東京制作による日本の連続ドラマ。福田雄一脚本・監督によるコメディドラマである。
『勇者ヨシヒコ』シリーズのシーズン3で、テレビ東京系列「ドラマ24」にて2016年10月8日から12月24日にかけて放送されたテレビドラマ、深夜ドラマである。
2011年7月9日から9月24日まで同枠で放送された連続ドラマ『勇者ヨシヒコと魔王の城』の続編である。

## 概要
2016年4月22日12時に、勇者ヨシヒコシリーズ公式Twitterがおよそ1年ぶりに新たな展開を感じさせるツイートを発信。翌23日午前には、同日正午に新宿アルタ前にて何かが起こることを知らせる告知をツイートした。
同日、アルタ前に「勇者ヨシヒコ復活! 2016年放送決定!!」と『勇者ヨシヒコと導かれし七人』の文字を掲げた一頭立ての馬車が登場、続編の制作が決定したことを表明した。また、同時に公式サイトも開設された。
本作品は、2016年11月に六本木3丁目にテレビ東京の本社が移転することに伴うプロジェクトである「六本木3丁目移転プロジェクト」の冠を付けて放送された。前作『勇者ヨシヒコと悪霊の鍵』で暗黒の神・デスタークとの戦いを制してから数百年後が舞台。主な出演者や製作スタッフ、内容のスタイルなども前作同様で行う方針となる。
主題歌は、特撮ヒーロー作品以外の実写ドラマの主題歌は初となるJAM Projectが担当。

## あらすじ
勇者ヨシヒコ一行は壮絶な冒険の末に魔王バルザスを倒した。これで今回の旅も終わりかと思いきや、直後に現れた仏から、バルザスは「知事のようなもの」で、より上位の「総理大臣のような」世界を闇に葬ろうとしている魔王が存在することを知らされる。
その魔王には弱点が7つあり、それを攻撃するためには7人の「玉人」の協力を得なければならない。玉人を探し出す使命を帯びた4人は、再び、しかも経験値をリセットされ冒険を始めることになる。

## 主要人物
ヨシヒコ
演 - 山田孝之
かつて魔王ガリアス、暗黒の神デスタークを倒した伝説の勇者。相変わらず感激しやすく、メレブの（微妙な）呪文を見ても「すごい…」と律義に反応する。また空気も読まず、2話では噛みの神に対してゾンビの女との情事について執拗に追及した。
相変わらず肉眼で仏を見ることができないため、仏のお告げを聞く時はメレブから借りた赤いゴーグルのようなものを目に着ける必要があるが、4号以外の仏はなぜか肉眼で見ることができる。また、仏の顔とペヤングとの区別は付かない。
1話冒頭、Lv18であったが魔王バルザスに挑む。幾多の幸運に恵まれ魔王の玉座まで辿り着くが、籠いっぱいに入れた薬草を以てしても勝てず、結局全滅した。その後地道にLvを上げバルザスを倒すも、仏から真のボス、ならびに7つのオーブを持つ者（4話で仏が「玉人｣と命名）について教えられる。
3話でのFF風の戦闘でモンスター2体から受けたダメージは計875。
6話でローゼンと対峙した際、心を盗まれて「もう魔王などどうでもいい!」と魔王討伐を放棄し、ローゼン側に寝返ったが、最終的に元の鞘に収まった。
7話ではミュジコのトラップにかかり、パンと銀の食器を盗んでしまう。
8話ではダーマ神社でパラディンへの転職を目指すが、アクシデントから犬に転職した。
11話では魔王大神殿で「トドメの剣」を入手する。
12話ではスケジュールの都合で玉人を召喚できないと知らされた挙句、魔王ゲルゾーマにトドメの剣を破壊され、完全に戦意を喪失。その後、黒い仏から教えられた「終わりの祠」に赴き、ゲルゾーマと戦わずにエンディングを迎える方法を模索するが、赤色の扉で見た「大聖堂に飾られた絵の前でメレブと共に力尽き、天使に運ばれるという美しい死に様」にも、青色の扉で見た「全てがうやむやのまま皆からおめでとうと祝福される意味の分からない幕切れ」にも納得できず、ついには全てがゲームの中の出来事だと思い込んで現実逃避してしまう。
仏ビームを受け元に戻された後、最後に残った黄色の扉から全ての旅の始まりの場所へ向かい、本物のトドメの剣を入手。代わりにいざないの剣を残し、全ての旅の始まりの状況を作った。
仲間全員を喪いながらもゲルゾーマを倒した後、記憶を消された上で元いた時代に戻されるはずだったが、仏のうっかりによって記憶を保ったまま帰還。最初に出会ったもみあげが目立つ戦士を強引に仲間にし、魔王ガリアスを倒す旅に赴く。
オープニングではいざないの剣に雷を受け、それを飛ばしている。
ヒダリー
2話でゾンビ化したムラサキに噛まれた際、ヨシヒコの左腕に寄生した意思を持ち鎌などに変形する生命体。なぜかその声はヨシヒコの口から出ており、メレブに対しては暴言を吐くため「なんで俺にだけ態度でけぇんだよ」「お前の本心じゃないだろうな?」とまで言われた。また、鎌に変形したり腕が伸びたりする際はそれを支える黒子が現れる。
ゾンビ菌の消失に伴い、ヨシヒコに別れの言葉を言いながら消滅した。
赤の男
3話で空中に浮かんでいるコインに触れるなどして簡単にお金を入手できる世界に行った際の姿。「許可的に難しい」ため全身にモザイクがかけられた。
同じく全身モザイクの「頼りになる弟（緑の男）」と共にそちらの世界へ行ってしまうが、怒った仏によって元に戻される。
有名な怪盗の孫
6話でローゼンの虜となったヨシヒコが魔王討伐を放棄した際の姿。赤いジャケットを着て拳銃を所持している。メレブ曰く「あまり似ていない」。
「世界中の女から胸を盗んだローゼンがそれを平等に分配すれば、全ての女が巨乳となりパフパフできるようになって、全ての男もそれに癒され世界は平和になる」という結論に達し、「私はパフパフを糧に生きていく!」と告げた後、メレブらと決別してローゼンに取り入る。
入手したお宝をだしにローゼンの布団の中に潜り込み、コトを行おうとするが、その後の展開が以前と同じようなものであったため、メレブの予想通り元に戻った。
犬ヨシヒコ
演 - サモン、声 - 山田孝之
8話でダーマ神社を訪れた際、転職希望票に「パラディン」と書こうとしたところ、いざないの剣を盗まれたために慌ててパラディンの「パ」の字が変になってしまい、受付に「犬」と判断され姿が変わった。元に戻る方法を探してさまよっていたところ、桃太郎と出会い仲間になる。
意思薄弱かつ自己中心的な桃太郎や頼りにならない他のお供に手を焼くが、旅の中で犬の自由さを知り、再会したメレブらに2度目の魔王討伐放棄を宣言。鬼を退治した後、再度ダーマ神社で転職して元に戻った様子。
黒勇者
9話でヨシヒコがキャパスの村の村長から「JKは飴と鞭と壁ドンに弱い」とアドバイスされ、「キャラ変の祠」でドSになった際の姿。その堂に入ったドSぶりで、ダンジョーをして「このままだと、鈴蘭のてっぺん取るな」と言わしめた。
香西そのかを惚れさせ玉を入手した後、暴走して胸にSマークがある巨大な黒色の怪物に変貌してしまう。鞭（右手に持った鞭を振り回す）→飴（左手に持った飴を見せる）→壁ドン（壁にパンチ）のパターンで攻撃してくるが、ムラサキの甘い言葉を聞くと正気に戻った。
ヘラ男
12話で魔王退治を完全に諦め、現実逃避した姿。宅配業者として現れた仏から仏ビームを受け元に戻った。
ダンジョー
演 - 宅麻伸
熱血漢でテンション高めの戦士。復活費用は1話で100ゴールド、10話で3万ゴールド。
度々道を踏み外すヨシヒコを他の仲間と共に怒鳴るなどして矯正しようと試みるが効果はなく、いつも最終的に「そのうち飽きるだろう」と諦めている。
相変わらず可愛い動物に弱く、4話では太鼓の妖精、11話ではキラーキャットに満面の笑みで近付き返り討ちにされている。
バルザス戦では薬草と間違え毒消し草を食べていた。指摘されても、年のせいか体内の毒素を気にしていたため毒消し草を食べ続けた。全滅後の再戦ではヨシヒコと共に会心の一撃を放つ。
3話でのFF風の戦闘でモンスター2体から受けたダメージは計819。
6話でローゼンと対峙した際、1度目に片方のもみあげを、2度目に残りのもみあげ部分を除くすべての頭髪を盗まれた。
7話ではミュジコのトラップにかかり、ヌーの大群に踏み潰された挙句、野獣に変化してしまう。
8話ではダーマ神社でバトルマスターに転職。
11話では魔王大神殿で「炎の刃」を入手する。
12話では魔王ゲルゾーマに炎の刃での攻撃を浴びせ、上半身を両断するも再生されてしまい、反撃を受け死亡する。
オープニングでは刀の一閃で大地を割っている。
ダンジョー先生
9話でキャパスの村に潜入した際の姿。先任のクラウス先生の代わりにヨシヒコのクラスの担任となった。竹刀を持っている。
ムラサキ
演 - 木南晴夏
ちょっと気が強くて口の悪い村娘。復活費用は1話で80ゴールド、10話で1万8千ゴールド。
2話ではパーティーの中で最初にゾンビに噛まれてゾンビ化してしまうが、なぜかハイテンションで脳天気な行動を多く見せた。
3話でのFF風の戦闘でモンスター2体から受けたダメージは計1194。
6話でローゼンと対峙した際、1度目に胸を、2度目に頭髪を盗まれ、自身の容姿を恥じたものの、メレブからは「胸は変わっていないように見える」と言われた。後に胸と間違えて臍を盗まれたことを有名な怪盗の孫に扮したヨシヒコから知らされ、強いショックを受ける。
バルザスとの再戦に臨む際、魔法使いに転職したものの、仏にレベルと職業をリセットされたため、8話でダーマ神社を訪れた際に再び魔法使いに転職。
10話では作り方を知らない「鮭のムニエル」を作るようマチャンキに指示され、鮭を丸々一尾フライパンに乗せた挙句呪文で丸焼きにするという、「日曜の昼間にやっている、素人に料理を作らせる番組」を彷彿とさせる醜態を見せた。
11話では魔王大神殿で「賢者の石」を入手し、全ての呪文を修得する。
12話では魔王ゲルゾーマにメラゾーマを放つも効かず、反撃を受け死亡する。
オープニングでは宙に浮かんで魔法を放っている。
アンドラ
7話でミュジコのトラップにかかった時の姿。当初は自身の姿やオスケルの歌に疑問を浮かべていたが、途中から共に歌い踊っていた。
ムラちゃん
9話でキャパスの村に潜入した際の姿。クラスメートとして香西そのかに接近し、彼女がヨシヒコに惚れるよう仕向ける。
メレブ
演 - ムロツヨシ
ビミョーな呪文を得意とする魔法使い。復活費用は1話で3ゴールド、10話で8ゴールド→無料。
今回もツッコミに回ることが多く、1話では初回だというのに早くも魔王バルザスの城に着いたことや薬草の使い方、2話では某アニメ映画を思わせる展開やヒダリーと黒子の存在などに疑問を抱いた。
魔法使いであるためか、元々メンバーの中では事情通ではあったが、今回は特にこの世界の理に詳しい側面を見せ、3話のエフエフの村の「システム」や5話の神々の正体などをいち早く察し、ヨシヒコが赤の男の世界に行こうとした時は執拗に止めようとした。
3話でのFF風の戦闘でモンスター2体から受けたダメージは計2321（残りHPの少ないしゃがみ状態）。
6話でローゼンと対峙した際、1度目に杖を盗まれる。2度目には頭髪を中途半端に盗まれ、「温水さんみたいじゃん」と嘆いた。
7話（DVD版）ではミュジコのトラップにかかり、不良グループの抗争に巻き込まれてナイフで刺された。
8話ではダーマ神社で賢者に転職。
11話では自分にだけ対応するアイテムがないことを知るや仏に文句を言い、仏から「鼻と口の間に『ブラック・ダイヤモンド』を持っており無敵」と面倒くさそうにフォローされる。また、ムラサキにせがんで賢者の石を貸してもらったが、手に乗せた瞬間に砕け散った。
12話では魔王ゲルゾーマにフタメガンテを唱えるも全く効かず、反撃を受け死亡する。
オープニングではメラチンを唱え続けて、巨大な火球を作り放っている。
花沢 / 掃除のおじさん
9話でキャパスの村に潜入した際の姿。最初はヨシヒコのライバル役として香西そのかに言い寄ったが、本気で嫌がられたため清掃員に鞍替えする。
ヒサ
演 - 岡本あずさ
心優しく、心配性なヨシヒコの妹。相変わらずヨシヒコを陰で見守っているが、いつもバレてしまうので、案を考えている際にあからさまに怪しい「変化の杖」を持ったモンスターについて行ってしまう。その後変化の杖を貰い、各話ごとにいろいろな姿に変身して一行の後を追う。
10話ではヨシヒコに魔王退治を諦めさせるため、プサールの変身能力を利用して一行を罠にかけたが失敗。ヨシヒコに諭され、その帰りを待つことを決める。
オープニングでは神殿の柱の陰から何かを覗いている。
仏（4号）
演 - 佐藤二朗
いい加減で胡散臭い仏。無駄口も多い。
今回は一行が「この世界の禁忌」に触れる機会が多く、そういう時は責任逃れのためほとんど出てこないが、やむなく出る際には事態の悪化を避けるためにヨシヒコを強制的に元に戻すなど、実力行使も厭わなくなっている。登場もこれまで同様自分の意思で行っているわけではないようで、4話ではペヤング、6話では焼肉を食べている最中に登場している。
2話で息子が登場し、妻子がいることが判明。
7話では不倫に関する釈明会見を開いた。続く8話でも「これからは反省し心を入れ替える」と言った直後に「サンズリバー仏大学卒業」の学歴詐称および「下界コンサルタント」の資格を有していないことを追及され、開き直る。
これらの不祥事の責任で、4号から8号に降格されたことが10話で判明。メレブらにそのことを追及された本人は「違いますぅー、元々8号ですぅー」と返し、頑なに認めようとしなかった。
11話では、ヨシヒコのことを神奈川県横浜市の建物を使って「パシフィコ、パシフィコ横浜」とふざけて呼んだ。
12話ではスケジュールの都合で玉人を召喚できないことを告げ、図らずもヨシヒコの戦意を喪失させる。ヨシヒコが現実逃避した際は仏ビームを浴びせて復活させ、最終決戦後はヨシヒコを元の時代に戻した。
オープニングでは仏ビームで前方の空を薙ぎ払い、雲を四散させている。
黒い仏
12話で登場した、悪魔のようなメイクが施された見るからに悪そうな仏。サングラスをかけている。魔王退治を諦めたヨシヒコを「終わりの祠」に導いた。仏とは同一人物ではない模様。

## ゲスト
名称は公式サイトのキャラクター図鑑に準ずる。

### 第1話「4年をへて伝説の勇者再始動! 倒せ天空の魔王!!」
魔王バルザス
声 - 中井和哉
1話冒頭でヨシヒコ一行が戦った魔王。初戦では一行を全滅させるが、その後、Lvを上げた彼らと再戦。激闘の末、ヨシヒコとダンジョーの会心の一撃が致命傷となる。炎と電流に苦しむ中、ついでにメレブのスイーツも受け、甘い物も食べたくなりつつ消滅した。
DVD版では甘い物を食べたい一心でヨシヒコとダンジョーの会心の一撃を耐え抜き、反撃で一行を全滅させるも、ヨシヒコが旅の中で仲間にしたモンスターたちの攻撃を受け、最後はスライムのスラリンに倒される。
真のボスではなく、仏曰く「知事」に当たる存在。
盗賊A
演 - 菅田将暉
バルザスに再び挑むため冒険を続けるヨシヒコ一行の前に現れた盗賊。「自分は強い」と豪語するが、自身の背後にある木の陰に隠れている忍者には気付かず、メレブやムラサキの指摘を幾度も受けても全く気付く素振りを見せなかった。
しかし、忍者が倒された直後にようやく気付き号泣。どうやら彼にとっては「奇跡的な」再会だったらしく、問いかけたムラサキに「実は…」と忍者の正体を明かそうとする寸前、空気を読まなかったヨシヒコに倒される。ダンジョーは「生き別れた双子の兄弟だったのではないか」と推理したが、「顔が似てない」との理由で一蹴された。
忍者
演 - 戸塚純貴
盗賊Aの背後にある木の陰から、盗賊Aを狙っていた忍者。しかし実力は微妙で、手裏剣を投げても一つも盗賊Aに当たらず、何度か隠れるのが遅れて変な声を出したり、しまいにはすっ転んだりした。所持していた手裏剣を使い果たし、手持無沙汰になっていたところをヨシヒコに倒される。
神父
演 - 鎌倉太郎
教会でお祈り・毒の治療・仲間の蘇生を行う神父。ヨシヒコのバカさ加減に激怒した。まだLv18だというのに魔王まで辿り着けたことに関しては「バグカナ?」と述べた。
10話でも登場し、鼻歌を交えながら「ヤバいヌード」のページの封を開けたり、腹筋をしたりしていた。

### 第2話「闇にうごめく死人…カルバト村でパーティー解散!?」
仏の子（さとし）
演 - 小山春朋
仏の息子。宅配便の対応をする仏に代わりヨシヒコ一行の応対をさせられた。好物は肉全般。オーブの在り処は知らない。父に下界についての感想を聞かれた際、「2時間サスペンスに出てくるもみあげのおっさん（ダンジョー）が怖かった」とコメント。
ロビン
演 - 滝藤賢一
カルバドの村のゾンビ処理係。村の住民で唯一ゾンビ菌に感染しておらず、感染したヨシヒコ一行に「噛みの神」の情報を与える。「導かれし玉人」の一人でもあり、ゾンビ菌を除去した一行に股間から取り出した緑の玉を渡した。
噛みの神
演 - 片岡愛之助
ゾンビ化した人間がまだ人間としての意思を維持している状態であれば、噛み付いて治すことができる神様。東の山の祠に住む。
しかしながら彼自身もヨシヒコ一行が到着した時にはすでにゾンビ化しており、誤魔化そうとしたが、裏から出てきた彼女（ゾンビ）を見たヨシヒコに執拗に追及されて開き直り、代わりにゾンビ化を治すからくりの在り処を教えた。その後、無事に元に戻る。
美人ゾンビ
演 - 手島優
噛みの神の彼女。グラマラスな体をしている。

### 第3話「新たなシステム!? エフエフ村で新戦士と共闘せよ!!」
盗賊B
演 - 渡辺いっけい
ヨシヒコ一行の前に現れた盗賊。金と食料を要求するが、血肉に飢えた人斬りでもあるため、要求が通らない場合でも「血を見たい」と戦闘を厭わない。
威勢よく一行と交戦するも、戦闘の最中に現れたシゲからレンタルビデオの延滞の事実を告げられると戦意を大幅に喪失。それでもなお戦おうとしたが、メレブとダンジョーに「現時点での延滞料は5万4千ゴールド。もし今日返さないと、明日には6万ゴールドになる」と忠告され、ビデオを返却するために撤退した。
シゲ
演 - 太賀
盗賊Bの弟。ヨシヒコ一行と戦う兄を追いかけ、「3日間映画見まくろうと意気込みレンタルビデオを10本（1本300ゴールド）借りていたが、ここ最近人斬りをしていたせいで返却を忘れ9日間延滞していること」・「レンタル料の2倍の延滞料が発生する店舗であること」・「会員証を持つ本人でなければ返却できないこと」・「もうすぐ閉店時間になること」を告げて諫める。
ヴァリー
演 - 城田優
エフエフの村のスタイリッシュな戦士。青の玉を持つ「導かれし玉人」の一人。FF風の戦闘でモンスター2体から受けたダメージは計905。
自身の名に拘りを持っており、相手が正しく「ヴァリー（主に「ヴァ」の[v]）」の発音ができないと幾度も訂正する。
悪政を行う国王グラミス・ガンナ・バリドールを倒すため、ヨシヒコ一行を勧誘する。国王の別荘に向かう途中で渦に巻き込まれた一行と離れ離れになるが、その後、再びエフエフの村を訪れたメレブらに勝利を報告すると共に青の玉を渡した。
バッシア
演 - 平山祐介
ヴァリーの仲間のスタイリッシュなモンク。FF風の戦闘でモンスター2体から受けたダメージは計680。
アーシュ
演 - 石田ニコル
ヴァリーの仲間のスタイリッシュな白魔道士。FF風の戦闘でモンスター2体から受けたダメージは計1175（残りHPの少ないしゃがみ状態）。
バルフロア
演 - 水田航生
ヴァリーの仲間のスタイリッシュな黒魔道士。劇中では雷魔法を放った。FF風の戦闘でモンスター2体から受けたダメージは計1195。
フルーツ屋の女店員
演 - 山野海
店頭のフルーツを全て買おうとしたムラサキに150ギルと値段を伝えるが、彼らがギルを所持していないことを知ると訝しんだ。
大男
演 - 勝矢
巨大なモンスターを狩る世界でモンスターと戦っていた。迷い込んだヨシヒコ一行に助けを求める。
緑の男
演 - 野村啓介
頼りになる弟。兄（ヨシヒコ）と同じく全身にモザイクがかかっている。

### 第4話「勇者求婚サラゴナ村の眠り姫!? 救いの涙は魔物の涙」
盗賊の前説
演 - 富澤たけし（サンドウィッチマン）
ヨシヒコ一行の前に現れる予定だった盗賊の前説担当。盗賊が出やすいよう、一行に一連の段取りや流れ（自己紹介・合いの手・敗北宣言・土下座）を丁寧に説明した。物わかりのいいヨシヒコを褒めたが、痺れを切らしたダンジョーにいざないの剣で斬られる。
ルドラン
演 - 大和田伸也
サラゴナの村の王。病にかかり眠り続けている娘・フロリアを目覚めさせるため、北の山の「魔物の涙」を手に入れた者をフロリアと結婚させると宣言した。本人にとって魔物の涙という単語は言いにくい模様。
フロリア
演 - 山本美月
ルドランの娘でサラゴナの村の姫。ピンクの玉を持つ「導かれし玉人」の一人でもある。魔物の涙を入手したヨシヒコと結婚することになったが、土壇場で現れたラクトルに乗り換えた。
魔女
演 - 水野美紀
サラゴナの村でスナック「メグ」を経営する魔女。食べると10年眠る「ねむねむの実」をフロリアに食べさせた後、その血液を飲み広瀬すずのごとく20歳ぐらいまで若返ろうと目論んでいた。
誑かしたムラサキにねむねむの実を渡し計画を実行させたが未遂に終わり、代わりにムラサキをねむねむの実で眠らせて血を抜こうとしたが、魔法が使える以外は普通の老婆だったため、メレブとダンジョーに倒された。
ラクトル
演 - ガリガリガリクソン
村の青年。フロリアと結婚を誓い合っていた。ブヒブヒ鳴く。

### 第5話「ダシュウ村と5人の神々!! 史上最強に危ない冒険!?」
普通盗賊
演 - 鈴木浩介
ヨシヒコ一行の前に現れた盗賊。金と食料を求めて一行を襲うが、チンポジを気にしていた盗賊や毒のナイフを舐めて死んでしまった盗賊、鬼嫁が後から現れる盗賊のような「おかしなポイント」がない普通の盗賊であることを、メレブやムラサキから気にされる。そのせいで本人も戦いづらくなり、わざとメガネを落として視力のなさをアピールしたり、無理に東北弁を使ってみるなど色々と試すも結局は微妙な結果に。
最後はメレブに諭され、特徴を持った盗賊になってから出直すため撤退。普通と言われた自身の動揺を隠すように発した大声が空しく山に響き渡った。
去り際、「母ちゃんと一緒に登場する盗賊」はどうかと尋ねるが、メレブに「初期に出てる」と却下される。
ジョウ
演 - ホリ
仲間からは「リーダー」と呼ばれる、ダシュウの村の住民。バンド活動をしたいが、魔物の呪いで強制的に農作業に従事させられていた。
マッツー、グッチ、ナガサ、ターチ
演 - 野村啓介、金子伸哉、末松暢茂、安藤亮司
ダシュウの村の住民。ジョウと共にバンドを組んでいる。
シエクスン
演 - 佐藤正和
「シエクスンの祠」に住む山の神。王冠を被っており、祠の神殿には天井から吊るされた大小の銀色の球体と狛犬が祀られている。
かつては最強と呼ばれた神だったが、ヨシヒコ一行が祠を訪れた時はすでに死亡していた。それを見たヨシヒコに「蘇りそうにない」と断言されたが、メレブには「時間はかかるかもしれないが、蘇ると思う」「大丈夫っす。期待してます」とフォローされる。
テレアーサ
演 - マギー
ヨシヒコ一行が助力を求めた「助けの神」の一人。眼鏡をかけティーカップを手にした、冷静沈着な老紳士。実力は折り紙付きでヨシヒコに協力する気もあったが、事件を知らせる警報が鳴ったためそちらを優先した。ヨシヒコを「官房長官殿」と呼ぶ。
メレブは遠慮なくツッコミを入れたが、ダンジョーは「土曜の件があるので」と発言を控えた。
亀島
演 - 鎌倉太郎
テレアーサの部下。緑色のジャンパーを着た熱血漢。ニッテレンと戦うことにはテレアーサと同様に乗り気だったが、事件を知らせる警報が鳴り残念がる様子を見せる。
テブエス
「助けの神」の一人。ジョウの手紙には「ニッテレンには恐らく勝てない」と記され、一行もあえて会わなかったため本編未登場の神。
「日曜の夜には稀にニッテレンを凌駕する力を発揮することもある」と触れられている。これについてダンジョーは「『稀に』というのが心許ない」と指摘した。
テレート
演 - 柄本時生
仏によりヨシヒコ一行が頼っていいと認められた唯一の神。西の山の祠に住む。7の形をしたバナナ風の被り物を被り、首から下は黄色のタイツを着ている。
ノリが軽く、ムラサキやダンジョーに「バカ」と罵られても少しも気にせずヨシヒコの要請を快諾し、「終電に乗り遅れた人と空港にいる外国人を探しながら行こう」と言いつつ魔物退治に向かう。ニッテレンを前にしても意気揚々と立ち向かったが、一撃で粉砕された。
ニッテレン
演 - 徳光和夫
南の祠に住むダシュウの村の守り神。着ている装束には表に「GIANTS」の文字、裏には「1093」の背番号が記されている。某局のマスコットキャラを思わせる姿でヨシヒコ一行に襲いかかったが、イマサーラで倒され、元の優しい神に戻った。その後、黄色の玉を持つ「導かれし玉人」の一人であったことが判明。
「今は昼なんですか?」「笑う点には福来たる」「スッキリした気持ちで」「ズームイン!」など、会話の中に色々と小ネタを入れてくる。

### 第6話「絶体絶命ウガス村は全員盗賊!! 光の玉を奪いし美女」
盗賊C
演 - 間宮祥太朗
ヨシヒコ一行の前に現れた盗賊。ヨシヒコ、ダンジョーと互角の戦いを繰り広げるほどの強さを持つが、メレブが懐から取り出した懐かしい見た目のコントローラーで残りHPを調べたところ1であることが判明し、メレブとムラサキから煽られる。ダンジョーにも戦闘を止め撤退するよう諭されるが、村の仲間のため、より多くの土産を手に入れようと無理したことが仇となり、転んだダメージで死亡した。心優しいヨシヒコは棺桶を引っ張り村の教会に連れて行こうとした。
メレブには「HP残りイチ男さん」と呼ばれた。
カンダタ
演 - 髙嶋政宏
「盗賊の村」とも呼ばれるウガスの村のリーダーで、オレンジの玉を持つ「導かれし玉人」の一人。金持ち相手の盗みしか行わないらしい珍品収集家。相手のパーソナルスペースに構わず、接近して話をし始める。また、その声量も無駄に大きい。有名な盗賊だが自分の宝を盗まれてしまうなどガードは甘い。
先月、北の村から盗んだという玉が魔王打倒のために必要だと知っており、ヨシヒコが玉の提供を求めると快く承諾した。
カンダタの子分
演 - 山本泰弘
ウガスの村を訪れたヨシヒコから玉を盗んだ。
ローゼン
演 - 中村静香、橋沢進一（正体）
グラマラスな肉体をした女盗賊。オレンジの玉を盗み、ヨシヒコ一行からもそれぞれの「大切な物」を奪っていった。
正体は男で、魔法使いとの約束により「なんでも盗める代わりに男とキスできない体になる」という魔法をかけられていた。マスカレード風なマスクを外されると魔法が解け元に戻った。
盗賊一味風な男たち
演 - 野村啓介（帽子と顎髭の男）、鎌倉太郎（剣豪風の男）
ヨシヒコがローゼンの仲間になった際の仲間。帽子と顎髭が特徴的な射撃の名手と、居合い切りを得意とする実在した大泥棒の末裔がいる。
権利を守るキャラクター風な…
演 - 保坂聡
ヨシヒコがローゼンの仲間になった際の仲間。他の怪盗風のメンバーと比べても浮いており、メレブに「特定のものしか盗めない」と指摘された。
国際警察風な男
演 - 佐藤正和
赤いジャケットを着た泥棒を追っている警部のような風貌をした男性。ヨシヒコがローゼンから何かを盗まれた際、それを某公国大公家の公女に伝えた有名なセリフで教えた。

### 第7話「ミュジコ村の旋律…芸術の神に守られし村の秘密!?」
盗賊D
演 - やべきょうすけ
南国旅行のチェックイン前にヨシヒコ一行に襲いかかった盗賊。時間がギリギリな状態で現れたため、一行を急かす。置引きを警戒しているため、戦闘の最中もキャリーバッグを手放さず、幾度もヨシヒコの脚にぶつけては、地味にダメージを与えた。
最後はチェックインできなくなると判断して撤退。盗賊の去り際、ヨシヒコはマカデミアンナッツをお土産に頼んだ。
盗賊Dの嫁
演 - 澤真希
時間を気にしつつ、子と共に夫の戦闘を見届ける。
盗賊Dの子供
演 - 水野哲志
父の戦闘の最中、「ロコモコを食べたい」と訴える。
警察官
演 - 浦井健治
ミュジコの村の警察官。パンや銀の食器を盗んだヨシヒコを牢屋に入れた。正体は魔物。
マロエル司教
演 - 今拓哉
ミュジコの村の司教。ヨシヒコを許すも銀の食器を盗まれる。正体は魔物。
オスケル
演 - 壮一帆
レオパルドの部下。ムラサキをトラップにかけ共にフランスを救おうとした。正体は魔物。
美女
演 - 新妻聖子
レオパルドの部下。野獣となったダンジョーを虜にした。正体は魔物。
レオパルド（ひとみ）
演 - 大地真央
ミュジコの村のリーダーで、赤の玉を持つ「導かれし玉人」の一人。正体は「ひとみ」という関西人風の中年女性だが、歌と踊りの好きな魔物たちによって姿を変えられていた。
玉を「芸術の女神ミューズから授かった村の宝」と考えており、オスケルからヨシヒコ一行が玉を探しに来たことを知らされると、玉を守るため彼らを「ミュジコのトラップ」にかけるよう指示。最後はヨシヒコたちとのミュージカル勝負に負け、魔物が消えたことで元に戻る。
正気に戻ったひとみは玉の存在を知らず、あっさりヨシヒコ一行に渡すと、ヨシヒコにだけ飴ちゃんをあげた。
※ この他バックダンサー役として木南の姉、木南清香が撮影に参加。姉妹共演を果たした。

### 第8話「バボルの村で勇者交代…ダーマで転職ミスの危機!!」
女盗賊クレア
演 - 片瀬那奈
ヨシヒコ一行を待ち伏せていた女盗賊。セレブ風の高飛車な態度で、ムラサキを激怒させる。盗賊の何たるかもわかっていないらしく、薙刀の先生を呼んでその場で指導を受け始める有様で、しまいには面倒臭くなってスタッフにみたらし団子を差し入れつつ帰っていった。ダンジョー曰く「女優と結婚すると後が大変」。
付き人
演 - 金子伸哉
クレアの付き人。日傘を差してクレアの側に付き従っているが、気が利かず彼女の邪魔になるポジションにばかり立つため、メレブには「あいつはクビにした方がいい」と評された。
殺陣師の森田
演 - 鎌倉太郎
クレアに請われて登場した薙刀の先生。
別の仏
演 - 内田朝陽
仏（4号）が謹慎中のため代理で現れた仏。スーツを着ている。真面目で有能そうなため、ヨシヒコ一行にも「こちらの方がいい」と絶賛されたが、4号の謹慎が解けたことを受け交代してしまう。
ポンジ
演 - 川久保拓司
以前、ヨシヒコの代わりに一行に合流した元遊び人。ダーマ神社で「スーパースター」に転職しており、以前よりウザさが増した。相変わらず汚れることや疲れることを嫌がる。
なお本作品は前々作『魔王の城』より数百年以上経った世界が舞台であるが、なぜ彼が生きているのか具体的な理由は明かされていない。
桃太郎
演 - 山田孝之
育ての親から唐突に鬼退治を命じられ、嫌々旅していた桃太郎。ヨシヒコと顔が瓜二つ。自他ともに認める「ゆとり」。
猿
演 - 柳楽優弥
桃太郎のお供の一人。犬とも仲良くできるあまり猿らしくない猿だが、犬化したヨシヒコには「なぜかわからないが本能がこいつを嫌いだと言っている」と敵意を抱かれる。
キジ
演 - 若葉竜也
桃太郎のお供の一人。みたらし団子を欲したものの、きび団子を食べ仲間となった。犬ヨシヒコには「明らかに頼りない」と懸念されるも、「雀よりは強い」と主張。
浦島太郎
演 - 鎌倉太郎
某携帯会社のCMソングを歌いそうな桃太郎の仲間の一人。
金太郎
演 - 金子伸哉
桃太郎の仲間の一人。
黒人
演 - 副島淳
犬ヨシヒコを「お父さん」と呼ぶ桃太郎の仲間の一人。
村長
演 - 山下真司
バボルの村の村長。村祭りである「漢祭り」の優勝者に玉を与えると宣言した。祭りから脱落したメレブとダンジョーを熱い鉄拳で励ます。

### 第9話「キャパス村で勇者覚醒!! ピュアな玉人と恋」
村長（校長）
演 - 蛭子能収
天下りでキャパスの村（音ノ木沢高校）の村長（校長）になった元仏で、仏4号とは飲み友達。ヨシヒコ一行の目的を知り、その手助けをする。
元仏だけあって魔力を有しており、アルフレッドの正体（魔物の気配）に感付いたり、音ノ木沢高校の生徒にヨシヒコ一行が前から自校にいたと思い込ませる呪文を使う。
香西そのか
演 - 川栄李奈
音ノ木沢高校の在校生。紫の玉を体内に持つ「導かれし玉人」の一人。自校が廃校になると聞かされると入学者を増やし廃校を阻止するべく、スクールアイドルグループ「ルージュ」を結成し奮闘する。
アルフレッド
演 - 小関裕太
そのかの先輩。イケメンで金持ち。そのかを気にかけ彼女のために色々と援助をするが、その正体は魔物で、玉がヨシヒコ一行の手に渡らないように工作をしていた。最後は目論見が失敗し撤退する。
ルージュ
演 - HKT48（村重杏奈、本村碧唯、森保まどか、秋吉優花、松岡菜摘、松岡はな、宮脇咲良）
音ノ木沢高校の廃校を阻止するために結成されたスクールアイドルグループ。

### 第10話「天空城の奇妙な案内人…試練の扉と絶望のループ!!」
プサール
演 - 小堺一機
天空城を管理している天空人。色々な人に化ける特技を持つ。ヨシヒコ一行に魔王討伐を諦めさせたいヒサに協力し、一行を罠にかけた。
カズーキ
サイコロの出た目に書いてあるテーマに沿った話をする「第一の間」に登場。サイコロに書かれているテーマは「大恋愛の末、大失恋した話」・「実際に気絶したショックな話」・「唯一無二の親族の話」・「史上最強に笑える話」が判明している。劇中では「史上最強に笑える話」の目が出たが、ヨシヒコがそれに見合う話を言えなかったため、一行をザラキで全滅させる。
マチャンキ
料理を作り、それの出来栄えで星をいただける「第二の間」に登場（本作品ではマチャンキが評価を担当）。ムラサキに「鮭のムニエル」を作らせたが、見るも無惨な結果に終わったため、一行をザラキで全滅させる。
広大な大地に住んでいそうな父親
「第三の間（閉店間際のラーメン屋の店内）」に登場。食器を下げようとしたヨシヒコを「子供がまだ食ってる途中でしょうが!!」と叱り、一行をザラキで全滅させる。
広大な大地に住んでいそうな兄妹
演 - 高木星来（兄）・坂元杏瞳（妹）
「第三の間」で食事をしていた子供。
ラーメン屋の店員
演 - 川面千晶
閉店間際の店内で話に夢中でラーメンを食べない親子にイライラしていた店員。
ナビゲートの外国人
演 - マックス・パンサー
行きたい場所を的確に指示してくれる、ヘルメットを被った外国人。仏から紹介され、ヨシヒコ一行を天空城に導いた。
真面目に仕事をするため、「最初からこっちに案内してもらいたかった」とメレブに惜しまれる。

### 第11話「魔王目前迷宮に眠る最強装備を入手せよ!!」
徹子
演 - 池谷のぶえ
魔王大神殿の内部にある宿屋の女主人。湯屋を営み相手の名前を奪う老魔女に似た風貌をしている。宿泊代は1泊1人1万ゴールド。芸人には厳しい。
キラーキャット（ジバニャン）
声 - 小桜エツコ
魔王大神殿の内部にある「トドメの剣」の入った宝箱の番人。驚異の技を有する強敵だが、怠惰な性格をしている。最後には「ニャーKBのライブが始まるニャー」と宝箱の守りを放棄して去っていった。

### 最終話「死闘開始…最強の魔王降臨」
天空の魔王ゲルゾーマ
声 - 堤真一
魔王大神殿に住まう全ての黒幕。前作、前々作のラスボスと異なり、性格はかなり軽い。彼に殺されると二度と復活できず、完全な死を迎える。
第二形態
七人の玉人の攻撃を受け、変身した姿。さらに真のトドメの剣での一撃を受け、倒れたかに見えたが……。
第三形態
第二形態からさらに進化した姿。ドラクエIVの最終ボスの最終形態に似た風貌をしている。玉人の攻撃を全く受け付けず、メレブ、ムラサキ、ダンジョーをも一撃で屠り、ヨシヒコを追い詰めるが、過去の時代から呼び寄せられたヨシヒコ軍団の総攻撃を受け完全に消滅する。
七人の玉人（ロビン、ヴァリー、フロリア、ニッテレン、カンダタ、レオパルド（ひとみ）、香西そのか）
演 - 滝藤賢一、城田優、山本美月、徳光和夫、高嶋政宏、大地真央、川栄李奈
ヨシヒコにより召喚されゲルゾーマを攻撃する。演者のスケジュールの都合上、本物の演者は青い扉の世界のみの出演で、ゲルゾーマとの決戦では別の演者の顔に顔写真をくっつけたものが登場。その様子を見たメレブは「合成?」と訝しんだ。

## 呪文・特技
主にメレブが習得した呪文。メレブ以外が使用する呪文の詳しい効果などについては、ドラゴンクエストシリーズの呪文体系の同名呪文を参照。

### メレブ
スモーデ
対象者を「気に入らないことがあると、相撲で決着を付けようとする性格」にする。「デースモ」を唱えると解除される。
ワキガンテ
脇の下が恐ろしく臭くなる。「ガンワキテ」を唱えると解除される。上級呪文「ワキガイン」に進化する。
ヨシズミ
前作にも登場。対象者の眉毛を極太にする。
スイーツ
前々作にも登場。甘いものを食べたくさせる。
ブラズーレ
ブラジャーをしている、していないに関係なく、ブラがズレた気がしてたまらなくなる。
チョイデイン
微量の磁気を発することで敵の肩こりや腰痛を癒やす。1万回唱えればライデインに匹敵するかもしれないらしいとされる。ヴァリーに「無駄な呪文」とバカにされた。
チアーズ
地元の女子大生を召喚して応援させ、パーティー全体の守備力と攻撃力を上げる。応援に来た者が好みでないと効果がなく、ダンジョーは「（守備力・攻撃力が）むしろ下がった」と述べていた。
イマサーラ
旬を過ぎたお笑い芸人のネタを行わせ、恥ずかしい気持ちにさせる。そのネタを知っていないと効果はない。
フタメガンテ
どんな蓋でも開けられるようになる。また、かけられた者は蓋を開けたくてたまらなくなるが、この呪文の効果で蓋を開けた者は死んでしまう。劇中ではヨシヒコが囲炉裏にあった鉄瓶の蓋を開けようとした。12話ではゲルゾーマ（第三形態）に使用したが、全く効かなかった。
サバーハ
対象者に少しだけサバを読ませる。
ヒャダ●●
週末に会えるアイドルに楽曲提供ができるようになる。やがて漫画家のおばさんと深夜番組をやったりするようにもなる。
有名な氷系呪文と同じ名前だが、そちらの方には一切関係がない。
カオパス
飲食店に入る際、外から見ただけでその店が美味しい店かどうか識別できるようになる。さらにクーポン券1枚分の割引も受けることができるが、クーポン券が必要。
ゲラ
前々作にも登場。笑いに対する沸点を下げる呪文。カズーキに対して使われたが、仏によるレベルリセットの影響からかヨシヒコに効いてしまう。
モスキテ
対象者は耳元で蚊が飛んでいるような気がしてたまらなくなる。
チョヒャド
前々作にも登場。対象者の体感温度をカーディガンを羽織りたくなる程度に下げる。
アサダ
対象者をジャンプして回転させる。ヨシヒコがかけてもらった際、シングルサルコウとシングルトウループを披露した。
ヒロセスズ
DVD版にのみ収録され、テレビ放送版では未公開の呪文。対象者にかるたを取る動きをさせる。

### ムラサキ
メラゾーマ
1話にてレベルアップしたムラサキが使用。モンスターを一撃で倒した。12話でもゲルゾーマ（第三形態）に使用したが、全くダメージを与えられずに終わった。
テヘペロ（特技）
10話（DVD版）にて習得した特技。敵を攻撃した直後に使うと、敵に許してもらえる。ヨシヒコはデコピンをしたムラサキを許したが、メレブには「舌が長くて気持ち悪い」「ウインクが下手」と酷評された。
ベギラマ
10話にて「鮭のムニエル」を作る際に使用。
ルカニ
11話（DVD版）にて使用。モンスター1体の守備力を下げる。
ザオリク
11話にてヨシヒコやダンジョーを蘇生させる際に使用。何回も使わせるのでウンザリしていた。
リレミト
11話にて魔王大神殿から脱出するために使用したが、不思議な力でかき消され失敗した。
ルーラ
11話にて魔王大神殿から脱出するために使用したが、天井に頭がぶつかって失敗した。
ヒャダルコ
11話にて使用。モンスターを一撃で倒した。
ベホマズン
12話にてゲルゾーマ戦の直前に使用。パーティー全員のHPを全回復する。
スクルト
12話にてゲルゾーマ戦の直前に使用。パーティー全員の守備力を上げる。

### メレブ・ムラサキ以外が使用する呪文・特技
メダパニ
1話にてゴーストが使用。対象者を混乱させる。ヨシヒコが受けた際、剣を上下に振りつつ行進する・地面を剣で叩く・草を薙ぎ払う・大声で笑う・スライムナイトの乗っているスライムに腰かけるなどの状態異常を見せたため、ゴーストに「混乱しすぎ」と引かれた。
ルーラ（仏）
1話にて仏が使用。ヨシヒコ一行をカボイの村に飛ばした。
プラズマクラスター
2話に登場した「ゾンビ菌を除去するからくり」を起動する際に必要なキーワード。厳密には呪文でないが便宜上含める。
エスケプ
3話にてアーシュが使用した召喚魔法。チョコバに乗り戦闘から離脱した。
こちらも厳密に言えば呪文ではなく魔法だが便宜上含める。FFIIIの魔法を参照。
キャパスの村の村長が使用した呪文
正式名称は不明。音ノ木沢高校の生徒にヨシヒコ一行が以前から自校にいたと思い込ませる。
ザラキ
10話でプサール、11話でミミックが使用した呪文。プサールはこの呪文でヨシヒコ一行を3回ほど全滅させた。ミミックが使用した際はヨシヒコのみ死亡した。
ひゃくれつ肉球
11話にてキラーキャットが使用。

## 放送日程・アイテム
| 各話 | 放送日   | アイテム | メレブの呪文                                                                 | ヒサの変身                                                     |
| ---- | -------- | --- | ---------------------------------------------------------------------------- | -------------------------------------------------------------- |
| 壱   | 10月8日  | 薬草：HPを少し回復するアイテム。大量に常備していた。魔王から受けたダメージを回復するには、かなりの量を摂取する必要があった。 毒消し草：毒の状態異常を回復するアイテム。加齢には効果がない。 棺桶：生命力がゼロになった時に置き換わる、そこそこ重い箱。 赤いゴーグルのようなもの：ヨシヒコが仏を見るために使う。仏には「自分が怪獣に見えるからやめてほしい」と不評。装着時には特殊な効果音が鳴る。 | スモーデ ワキガンテ ヨシズミ スイーツ                                        | -                                                              |
| 弐   | 10月15日 | からくり：ゾンビ化したカルバドの村の住民を元に戻すために必要。 変化の杖：色々な姿に変身できる不思議な杖。 | ブラズーレ                                                                   | -                                                              |
| 参   | 10月22日 | アーシュの下着：ヨシヒコが反乱軍のアジトのタンスを物色して見つけた。アイテム袋に入れようとしたため、ヴァリーに止められる。 | チョイデイン ブラズーレ                                                      | 『一つ前の作品』に出てきた姫の格好をした女性                   |
| 四   | 10月29日 | 魔物の涙：フロリアを目覚めさせるために必要。しかし魔物が強すぎて採取できなかったため、ヨシヒコ、ダンジョー、メレブは「魔物が欠伸をした時に出た涙」を渡した。 ねむねむの実：魔女がムラサキに渡した怪しい木の実。食べると10年は眠り続ける。 | ブラズーレ チアーズ                                                          | 全身ピンクの派手な衣装を着て写真を撮りまくる老婆               |
| 五   | 11月5日  | 巻物：ジョウが助けの神を探しに行ったヨシヒコ一行に託した。テレートを除く4人の神の情報が記されている。 お土産：元に戻ったニッテレンがヨシヒコ一行に渡した。オレンジ色のシャツやメガホンなど。 | イマサーラ                                                                   | ブリーフを穿いていることを強調して相手を安心させようとする男   |
| 六   | 11月12日 | コントローラー：メレブが盗賊Cの残りHPを調べるために使用。「ゲーム画面に切り替える」ことで、敵味方のステータスをチェックできる。 宝箱：カンダタがオレンジの玉を入れていた「それっぽい箱」。中身はすでに盗まれてしまっていた。 木の棒：杖を盗まれたメレブが、フタメガンテを唱えるために杖の代わりとして使った。 | フタメガンテ                                                                 | 2時間で殺人事件を解決するドラマでよく見る和服姿の女性          |
| 七   | 11月19日 | フランスパンと銀の皿：催眠術にかけられたヨシヒコが盗んでしまったもの。 飴：元に戻ったひとみがヨシヒコにあげた、ごく普通の飴。関西風に言えば飴ちゃん。 | サバーハ                                                                     | 魔物の扮装をしたサングラスの男と長髪の男                       |
| 八   | 11月26日 | きび団子：桃太郎がお爺さんとお婆さんに持たされた団子。ビニール袋に入っている。美味くもなくまずくもない、中途半端な味。 紫の玉：漢祭りの優勝賞品。最後の玉人のオーブかと思われた。 | ヒャダ●●                                                                     | 裏番組とのバッティングを気にする有名司会者によく似た小太りの男 |
| 九   | 12月3日  | ネックレス：黒勇者となったヨシヒコが、「首輪」と称して壁ドンをしつつそのかにあげたプレゼント。ハートマークと鍵をあしらったデザイン。 | カオパス ヒャダ●●                                                            | （次回への伏線）                                               |
| 十   | 12月10日 | 天空城：天空人プサールが管理している、空を飛ぶ城。ヨシヒコ一行が集めた7つの玉をセットすることで起動する。四方を絶壁に囲まれた天空の魔王の居城「魔王大神殿」に突入できる唯一の物。 | ゲラ モスキテ                                                                | プサール                                                       |
| 十一 | 12月17日 | 賢者の石：天空の魔王を倒すために必要な3つのアイテムの一つ。魔法使いが手にすれば、全ての呪文を習得できる。メレブが手にした途端に砕け散った。 炎の刃：天空の魔王を倒すために必要な3つのアイテムの一つ。屈強な戦士が手にすれば、誰よりも強く剣を操れるようになる。 トドメの剣：天空の魔王を倒すために必要な3つのアイテムの一つ。勇者が手にすれば、魔王の最後の弱点を突き、とどめを刺すことができる。 小さなメダル（DVD版のみ）：樽の中に入っていた。本来なら旅の中で1つ1つ集めて、ある程度数が貯まったら王様にアイテムと交換してもらうのだが、最終ダンジョンなのに初めて入手した。 素早さの種（DVD版のみ）：壺の中に入っていた。食べると素早さが1上がる。メレブは「力の種」ではないかと見立てたが、ヨシヒコが食べたことで効果が判明。 | ブラズーレ ワキガイン（DVD版のみ） アサダ ヒロセスズ（DVD版のみ） チョヒャド | -                                                              |
| 十二 | 12月24日 | トドメの剣（偽）：ヨシヒコが魔王大神殿で手に入れたトドメの剣は偽物だった。ゲルゾーマによってあっさり溶かされ、ヨシヒコを絶望させる。 トドメの剣（真）：カボイの村の祠の中にあった、本物のトドメの剣。岩に刺さっていたが、簡単に抜くことができた。 いざないの剣：斬った相手を眠らせる剣。平和の神が勇者に与えた伝説の武器と言われていたが、実は過去のカボイの村に行ったヨシヒコが本物のトドメの剣の代わりに置いてきた物であった。 | ブラズーレ（DVD版のみ） フタメガンテ                                         | -                                                              |

## スタッフ
- 脚本・監督：福田雄一
- 助監督：井手上拓哉
- ブレーン：酒井健作、向田邦彦、平松政俊
- 音楽：瀬川英史
- 主題歌：オープニングテーマ：JAM Project「The Brave」（ランティス）
  - エンディングテーマ：7!!「きみがいるなら」（エピックレコード）
- モンスター造形：ブラボーカンパニー
- 衣装デザイン：澤田石和寛
- オープニングタイトル：及川勝仁、石澤智郁
- エンディングタイトル：長谷川奈波
- CG：中口岳樹、高久湧也
- アニメーション：加藤和博
- ロケ協力：庄内映画村
- 音響効果：ミラクル・スパーク
- チーフプロデューサー：浅野太（テレビ東京）
- プロデューサー：小松幸敏（テレビ東京）、和賀裕則、手塚公一
- 企画協力：武藤大司
- アソシエイトプロデューサー：波多野健
- キャスティングプロデューサー：田端利江
- ラインプロデューサー：鈴木大造
- 制作：テレビ東京、電通
- 制作協力：イースト・エンタテインメント
- 製作・著作：「勇者ヨシヒコと導かれし七人」製作委員会

## ネット局
- テレビ東京系列の置局のない県であっても、番販ネットを行う地域が別途存在する。

## 関連商品
- 2017年2月22日にDVD BOXとBlu-ray BOXが同時発売された。発売元は東宝。全話ディレクターズカット版を収録。
  - DVD：JAN 4988104105400
  - Blu-ray ：JAN 4988104105394
- 書籍：伝説の書III「勇者ヨシヒコと導かれし七人」、2016年12月29日発売、ISBN 978-4-906953-41-7
  - 「勇者ヨシヒコ」シリーズのオリジナルシナリオや秘蔵シーンなど伝説の勇者たちの記録（キャスト・スタッフのコメント）などをまとめた完全シナリオ本。

## 受賞歴
- コンフィデンスアワード・ドラマ賞年間大賞 2016[19]
  - 主演男優賞（山田孝之、『闇金ウシジマくん Season3』と合わせて）